# Elymus distichus
Elymus distichus är en gräsart som först beskrevs av Carl Peter Thunberg, och fick sitt nu gällande namn av Aleksandre Melderis. Elymus distichus ingår i släktet elmar, och familjen gräs. Inga underarter finns listade i Catalogue of Life.